# Milan Turković
Pour les articles homonymes, voir Turković.
Milan Turković, né à Zagreb le 14 septembre 1939, est un bassoniste autrichien d'origine croate.

## Biographie
Milan Turković naît le 14 septembre 1939 à Zagreb,.
Il fait ses études avec Karl Öhlberger à Vienne, puis avec Albert Hennige à Detmold. De 1962 à 1967 il est basson solo à l’orchestre symphonique de Bamberg, avant d'occuper le même poste à l'Orchestre symphonique de Vienne jusqu'en 1984. Après avoir quitté l’orchestre, il se consacre à une carrière de soliste et devient professeur de basson au Mozarteum de Salzbourg, où il reste jusqu’en 1992. Il est aussi membre de l'Ensemble Wien-Berlin (quintette à vent), du Concentus Musicus de Vienne et de la Chamber Music Society du Lincoln Center à New York. De 1992 à 2003, il est professeur à l'Académie de musique et des arts du spectacle de Vienne,.
Comme interprète, Milan Turković est notamment le créateur du Concerto pour basson de Helmut Eder (en) (1968). Il enregistre de nombreux disques, en tant que soliste ou chambriste. Il est également chef d'orchestre et membre fondateur en 1968 du trio de Vienne en compagnie du pianiste Helmut Deutsch et du flûtiste Wolfgang Schulz (en),.
Il est le mari de la patineuse artistique et femme politique Ingrid Wendl.